# Borís Pankin
Borís Dimítrievich Pankin (en ruso: Борис Дмитриевич Панкин; Frunze, 20 de febrero de 1931) es un periodista y diplomático ruso, que se desempeñó brevemente como ministro de asuntos exteriores de la Unión Soviética en 1991.

## Carrera
Después de estudiar periodismo en la Universidad Estatal de Moscú, trabajó desde 1953 hasta 1973 para el ‘’Komsomólskaya Pravda’’ (‘’Verdad del Komsomol’’), siendo su director desde 1965. Posteriormente, fue presidente de la Junta de la Agencia de Derechos de Autor de la URSS de 1973 a 1982. En este cargo, concluyó varios tratados internacionales de la URSS, siendo el último en 1982 con Austria.
En 1982 ingresó al servicio diplomático. De 1982 a 1990 representó a la URSS como embajador en Suecia y entre 1990 y 1991 en Checoslovaquia. Durante el golpe de Estado de agosto de 1991, fue el diplomático de más alto rango en condenar el mismo inmediatamente.
Tras el intento del golpe, fue nombrado ministro de asuntos exteriores de la Unión Soviética por Mijaíl Gorbachov. Después de la caída de la Unión Soviética, fue embajador de Rusia en el Reino Unido hasta 1993.

## Publicaciones
- The last hundred days of the Soviet Union, 1996 (ISBN 1850438781).